# 클라리체 오르시니
클라리체 오르시니(이탈리아어: Clarice Orsini, 1450년–1488년)는 야코포 오르시니(Jacopo Orsini)와 그의 아내이자 사촌인 마달레나 오르시니(Maddalena Orsini)의 딸이다. 그녀는 로렌초 데 메디치(1449~92)의 아내이자 교황 레오 10세의 어머니이기도 했다.

## 생애
클라리체와 로렌초는 1469년 6월 4일에 4일간의 축제와 함께 결혼식을 올렸다. 이 결혼은 장남을 메디치 가문의 사회적 지위를 높여줄 귀족 가문 출신의 여성과 결혼시키길 원했던 로렌초의 어머니 루크레치아 토르나부오니의 주선으로 이뤄졌다. 그들의 결혼은 그 당시 피렌체에서는 흔하지 않았는데, 그 이유는 그들의 나이가 서로 거의 같았기 때문이다. 클라리체의 지참금은 6,000 플로린이였다.
그녀의 결혼의 정치적 본질은 그녀가 자주 오르시니 가문에게 다른 이들에게 영향력을 끼쳐달라는 요청을 했었다는 것이였다. 여기에는 피렌체 대주교로 선출되었던 클라리체의 오빠인 리날도 오르시니가 로렌초에게 도움을 줬던 것이 포함된다. 그녀는 또한 피렌체 전역의 오르시니 가문 출신로부터 그녀의 남편을 지원을 해달라는 요청도 하기도 하였다. 사람들은 세금의 용이함과 추방 또는 감금에서 오르시니 가문 출신들을 해방시켜주는 걸 보았다. 그녀는 또한 그녀의 네트워크 망을 정치 정보와 부대의 움직임과 전투등이 포함된 군사 정보를 모으는데 사용했다.
클라리체는 피렌체에서 인기있지는 않았는데, 그녀의 독실한 신앙심 때문에 그 시대의 인문주의자들과 깊은 갈등을 겪었기 때문이였다. 그에 반해 로렌초는 그가 좋아했었던 피렌체 여성인 루크레치아 도나티(Lucrezia Donati)에게 그의 시를 헌정하기도 하였다. 로렌초와 클라리체 사이에서 10명의 자녀가 있었으며, 그 중 세 명은 유아기에 사망했다.
로렌초와 그의 동생 줄리아노의 살해를 목표로 했던 1478년의 파치 음모사건 동안에 그녀와 자식들은 피스토이아에 가 있었다. 파치 가문은 시동생 줄리아노를 살해하는데는 성공하지만, 남편 로렌초는 현장 탈출에 성공하여 살아남았다. 암살과 정권탈취 시도가 실패로 끝나면서 파치 음모사건은 피렌체에서의 메디치 가문에 정치적인 영향력을 더욱 강화시켜 주었다.(파치 음모사건 참고)
클라리체는 친척들을 방문하기 위해 여러 차례 로마로 돌아왔었다. 그녀는 또한 1480년대에 볼테라, 콜레디발델사, 파시냐노술트라시메노와 그 외 곳들을 방문했었다. 이 방문 기간에 그녀는 그 당시와 여성들에게에서 흔하지 않은 그녀의 남편 대리로서 일들을 다뤘다.
1488년 7월 30일 피렌체에서 그녀는 사망했으며, 이틀 뒤에 묻혔다. 로렌초는 그녀가 사망 할 때 같이 있지도 않았으며, 장례식에도 참가하지 않았다.

## 자녀
클라리체와 로렌초는 10명의 자녀를 두었으며, 다음과 같다:
- 루크레치아 마리아 라몰라 데 메디치 (1470년 8월 4일 – 1553년 11월 15일) : 1486년 9월 10일 야코포 살비아티와 혼인하여 10명의 자녀를 두었으며, 그중에는 추기경 조반니 살비아티, 추기경 베르나르도 살비아티, 마리아 살비아티 (코시모 1세 데 메디치의 어머니), 프란체스카 살비아티(Francesca Salviati, 교황 레오 11세의 어머니)등이 있다.
- 출생 직후 사망한 쌍둥이 (1471년 3월).
- 피에로 데 메디치 (1472년 2월 15일 – 1503년 12월 28일) : 로렌초 사망후 피렌체의 통치자이다.
- 마리아 마달레나 라몰라 데 메디치 (1473년 7월 25일 – 1528년 12월 2일) : 1487년 2월 25일 프란체스케토 키보(교황 인노첸시오 8세의 사생아)와 혼인하여 7명의 자녀를 둔다.
- 콘테시나 베아트리체 데 메디치(Contessina Beatrice de' Medici, 1474년 9월 23일 - 1474년 9월) : 조기 사망.
- 조반니 디 로렌초 데 메디치(Giovanni di Lorenzo de' Medici, 1475년 12월 11일 – 1521년 12월 1일) : 1513년 3월 9일 교황 레오 10세라는 이름으로 교황령을 계승함.
- 루이사 콘테시나 라몰라 데 메디치(Luisa Contessina Romola de' Medici, 1477년 – 1488년 5월),[13] : 루이자(Luigia)라고도 불리며, 조반니 데 메디치 일 포폴라노와 약혼하나 어린나이에 사망한다.
- 콘테시나 안토니아 라몰라 데 메디치(Contessina Antonia Romola de' Medici, 1478년 1월 16일 – 1515년 6월 29일) : 1494년에 피에로 리돌피(Piero Ridolfi, 1467년 - 1525년)와 혼인하여 자식 5명을 두었으며, 그중에는 추기경 니콜로 리돌피가 있다.
- 줄리아노 디 로렌초 데 메디치 (1479년 3월 12일 – 1516년 3월 17일) : 1515년 프랑수아 1세에 의해 느무르 공작이 되었다.

그들의 자녀들은 잠시 안젤로 폴리치아노가 가르치기도 했다. 1478년에 폴리차노는 메디치 가문의 자식들에게 인문주의, 라틴어, 그리스어를 가르치고 싶어했지만, 클라리체는 자녀들에 대한 교육이 종교적인 것과 이탈리아어를 가르치는 걸 고집하였다. 그녀는 또한 파치 가문의 음모의 공포를 겪은 후, 파치 가문과 그들의 교사들을 피렌체에서 없애버렸으며, 그는 추방으로 고통받았었다. 1479년 5월, 그녀는 교육 커리큘럼을 바꾸기 위해 그를 해고해 버렸지만, 그럼에도 로렌초는 그에게 계속 보수를 지불했다.